# Andreas von Gundelsheimer
Andreas von Gundelsheimer (cap a 1668 - 17 de juny de 1715) va ser un metge i botànic alemany nascut a Feuchtwangen.
Es va doctorar en medicina a Altdorf bei Nürnberg, va estar treballant uns any a Venècia. Més tard a París es va associar amb el botànic Joseph Pitton de Tournefort (1656-1708). Entre 1700-02 amb Tournefort i l'il·lustrador Claude Aubriet (1665-1742), viatjà per Asia Minor i Armènia en una expedició botànica. L'herbari que va confegir van anar a parar a Berlín i Múnic.
L'any 1703 s'assentà a Berlin, on va esdevenir metge de la reialesa prussiana. Morí el 17 de juny de 1715, quan acompanyava el Rei Frederic Guillem I de Prússia a Stettin.